# 伊叙
伊叙（法語：Issus）是法国上加龙省的一个市镇，属于图卢兹区（Toulouse）蒙特吉斯卡尔县（Montgiscard）。该市镇总面积7.11平方公里，2009年时的人口为418人。

## 人口
伊叙人口变化图示